# Mățău
Mățău – wieś w Rumunii, w okręgu Ardżesz, w gminie Mioarele. W 2011 roku liczyła 873 mieszkańców.